# 가모메섬 (히야마군)

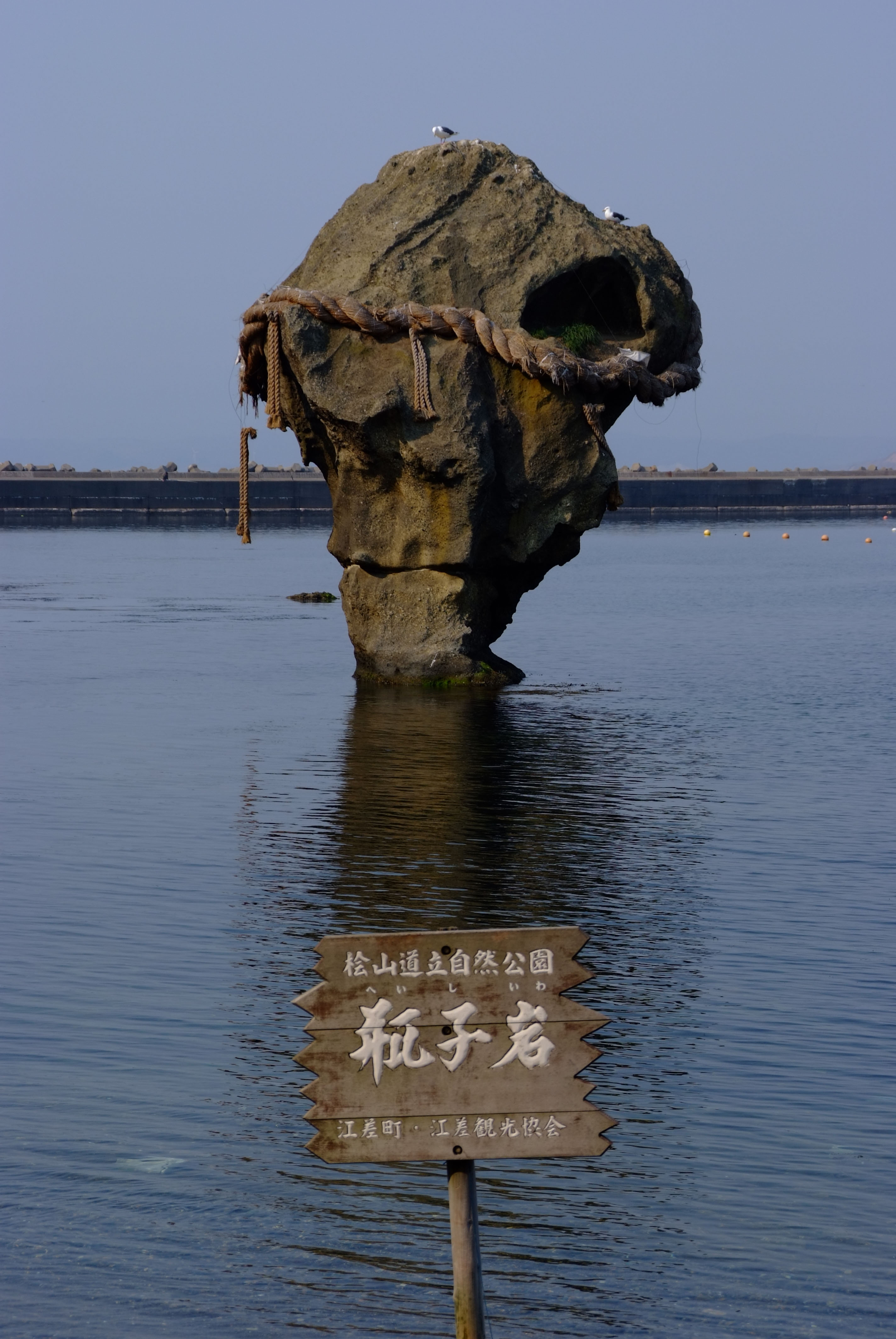

가모메섬(鴎島)은 일본 홋카이도 히야마 군에 위치한 섬이다.

## 지리
히야마 군의 서쪽에 위치해 있다. 현재는 홋카이도와 연결되어 있는 섬이다. 화산섬이다.